# Semaeopus perspectaria
Semaeopus perspectaria là một loài bướm đêm trong họ Geometridae.